# 三辰旗

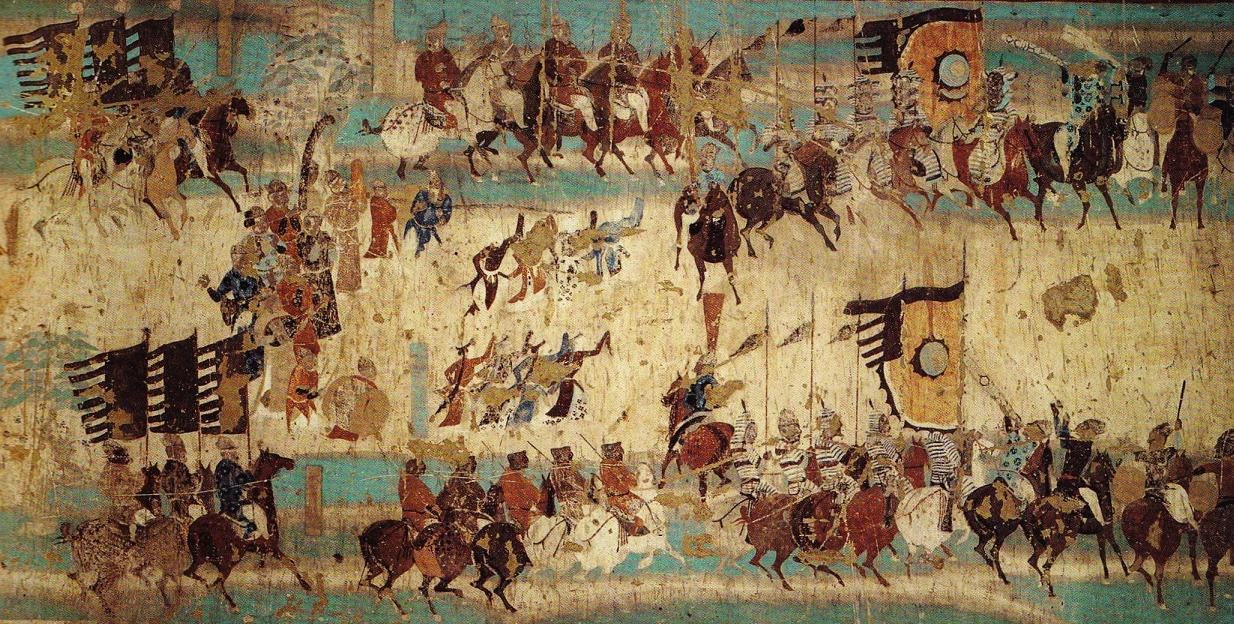
莫高窟晚唐壁画《張議潮将軍統軍出行圖》展现了该旗帜

三辰旗，出自《左传·桓公二年》：“三辰旂旗，昭其明也” ，指的是一面带有日、月、星的旗帜，是自舜帝以来代表华夏天子最尊贵的标志。在电视剧《长安十二时辰》里有所展示。